# 漢尼拔·穆阿邁爾·格達費
漢尼拔·穆安瑪爾·格達費（阿拉伯語：هانيبال معمر القذافي；1975年9月20日—）是利比亞前領導人穆阿邁爾·格達費的4子，由薩菲亞·法卡許所生。他目前為利比亞第一國家海洋運輸公司（GNMTC）管理委員會的首席顧問。2007年，他從哥本哈根商學院海運學院航海系畢業成為工商管理碩士（MBA）。

## 爭議

### 官司
漢尼拔與妻子曾經發生多起與人糾紛的事件。2005年，還是學生的他綁架、毆打住在根措夫特的利比亞領事被警方逮捕。2008年在瑞士访问期间殴打隨從而被瑞士警方逮捕，之後的一連串官司導致利比亞與瑞士之間的外交關係逐漸惡化。隔年，他的妻子在英國倫敦的凱萊奇酒店（Claridge's）被三名保鑣毆打而造成臉部大量出血。

### 2011年利比亞內戰

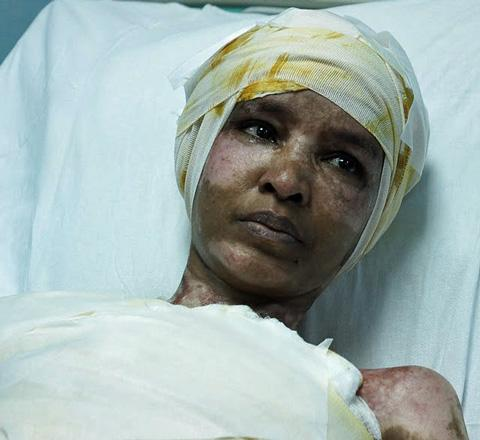
保姆全身大面積的灼傷

他的住處於的黎波里之戰中被反抗軍占領，並發現一名嚴重灼傷的衣索比亞籍保姆。保姆向CNN的記者表示，漢尼拔的妻子艾琳經常凌虐她，而灼傷是因為她拒絕管教漢尼拔的女兒，所以艾琳便拿熱水潑她。這名保姆在反抗軍來之前還被囚禁、禁止治療，甚至禁止飲食和睡覺。而漢尼拔夫婦在此之前就和幾名家人逃往阿爾及利亞。

## 外部連結
- （英文）利比亞將購買阿拉伯世界中最大的郵輪 - 《的黎波里郵報》（The Tripoli Post）